# Schwalenburg
Die Schwalenburg ist die Ruine einer Höhenburg beim Willinger Ortsteil Schwalefeld im nordhessischen Landkreis Waldeck-Frankenberg im Upland. Sie befindet sich auf dem Südhang des Hegebergs (654 m ü. NHN) auf etwa 630,2 m Höhe.

## Beschreibung

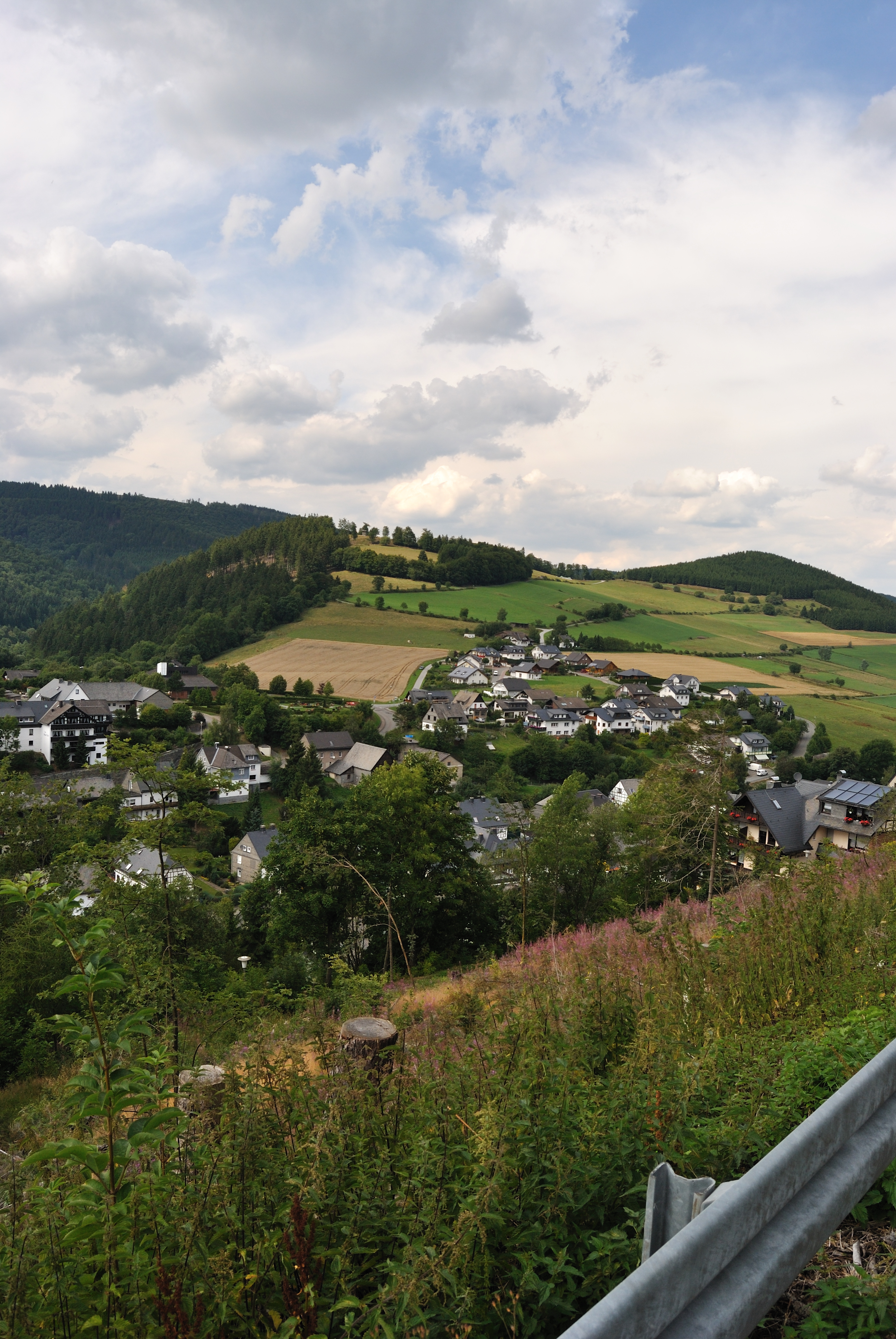
Die Burganlage lag auf dem links der Bildmitte teilweise bewaldeten Hügel oberhalb des Ortes Schwalefeld auf der Südwestseite (links unterhalb des schwach erkennbaren heutigen Aussichtsturms)

Die frühmittelalterliche Wallburg mit drei Wallringen entstand wahrscheinlich zwischen dem späten 8. und 10. Jahrhundert. Die Befestigung umschließt eine Fläche von sechs Hektar Größe und gehört zu den eindrucksvollsten frühgeschichtlichen Befestigungen Mitteleuropas. Die Anlage hat einen Durchmesser von 300 m und etwa 1700 m lange Ringwälle.
Der älteste Teil der Anlage ist der mittlere Bering, der eine Fläche von zwei Hektar Größe einschließt. Er hat eine annähernd ovale Form und erscheint heute als mächtiger Wall mit vorgelagertem Graben. Im Nordosten des mittleren Beringes liegt eine mächtige Zangentoranlage mit einer heute etwa 3 m breiten Toreinfahrt. Ein weiteres Tor befindet sich im Süden der Wallanlage. Der Innere fast kreisrunde Wallring hat einen Durchmesser von 75 bis 90 m. Er besitzt im Norden eine etwa 2,4 m breite Torgasse und eine steilwandige Grube, bei der es sich um einen Brunnen oder den Keller eines Turmes handeln könnte.
Von der Südwestseite des inneren Beringes aus zieht der mächtige äußere Wall nach Süden, überquert den mittleren Wallring und führt im weiten Bogen hangabwärts nach Südosten bis zur Südspitze der Anlage und von dort im weiten Bogen nach Norden. Der überall vorgelagerte Graben ist teilweise eingeebnet. Nach Rekonstruktionen waren die gut 2 m breiten, holzversteiften Mauern etwa 5 m hoch.
Im Landesregister von 1537 wird die „Borgh zu Schwalefeld“ erstmals urkundlich erwähnt. Zum damaligen Zeitpunkt war sie bereits bewaldet.

## Zustand und Förderkreis
Die Wallanlage ist von Bewuchs befreit. Zu Beginn des 20. Jahrhunderts wurden Ausgrabungen durchgeführt. Sichtbar sind heute die verfallenen Mauerfronten und die Tore des inneren, mittleren und äußeren Rings. Von einem 2009 eingeweihten, 8,5 m hohen hölzernen Aussichtsturm kann man sich einen Gesamtüberblick über die mächtige Befestigungsanlage aus der Zeit der karolingischen oder Ottonischen Zeit machen.
Im Jahr 2012 wurde der Förderkreis Freunde der Schwalenburg gegründet und dem Heimat-,Kultur- und Geschichtsverein Willingen (Upland) e. V. angeschlossen. Seine Mitglieder setzen sich für die Erhaltung, Pflege und Nutzung der mittelalterlichen Ringwallanlage ein. Aktivitäten sind die Dokumentation des Zustands des Bodendenkmals, seine Erhaltung und Nutzung, denkmalpflegerische Maßnahmen und geschichtliche Forschung in Zusammenarbeit mit Universitäten und Hochschulen.
Vor Ort verläuft seit 2016 der Ringwallweg Schwalenburg, auf dessen Schildern die Geschichte der Burg an verschiedenen Standorten der historischen Anlage beschrieben ist. Die Beschilderung wurde durch die Initiative des Förderkreises in Zusammenarbeit mit Wissenschaftlern erstellt und beschreibt die neuesten Erkenntnisse und Forschungen zur Ringwallanlage.

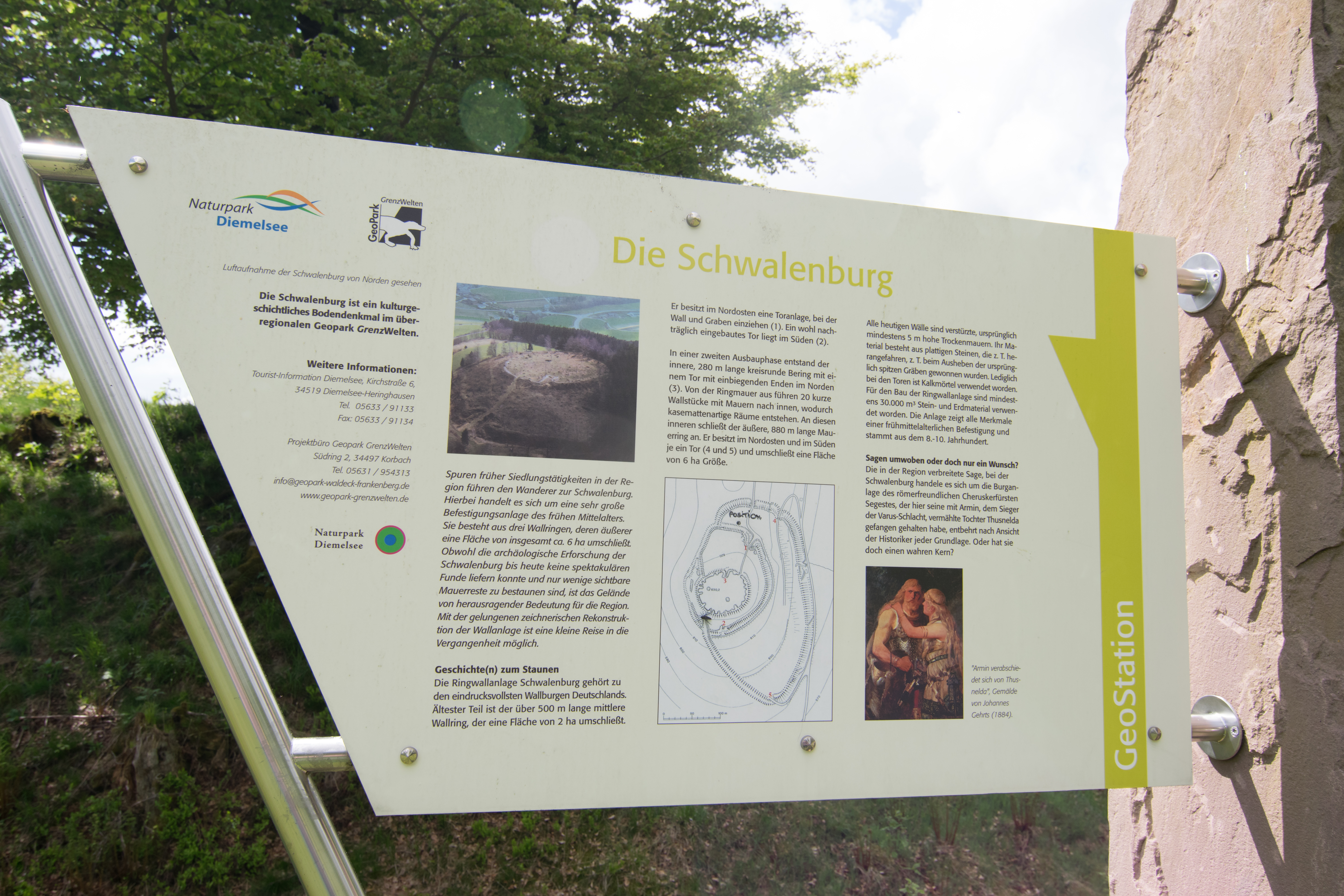
Informationstafel mit Umzeichnung
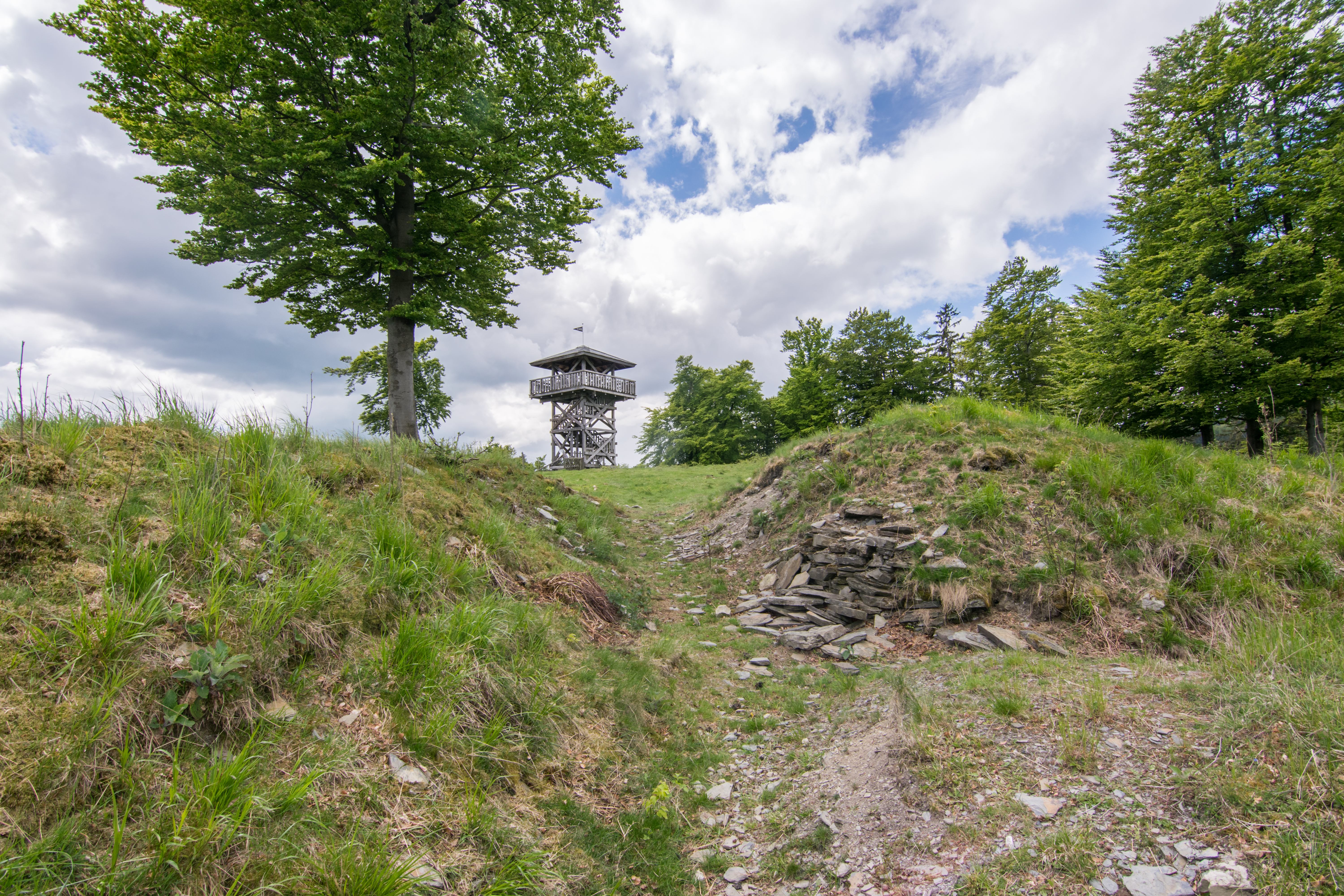
Reste des Zangentores von außen, dahinter der Aussichtsturm
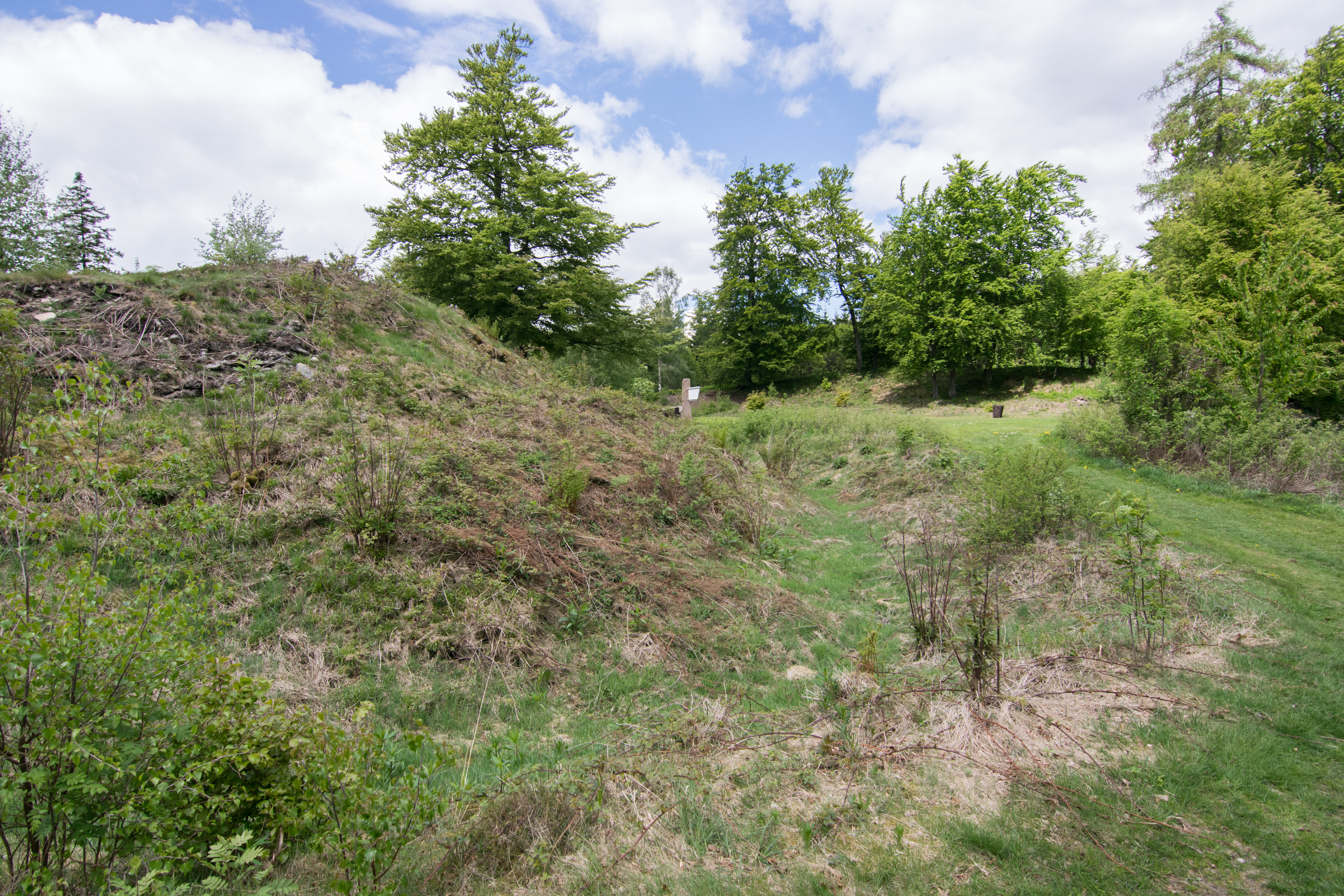
Reste des mittleren Walls
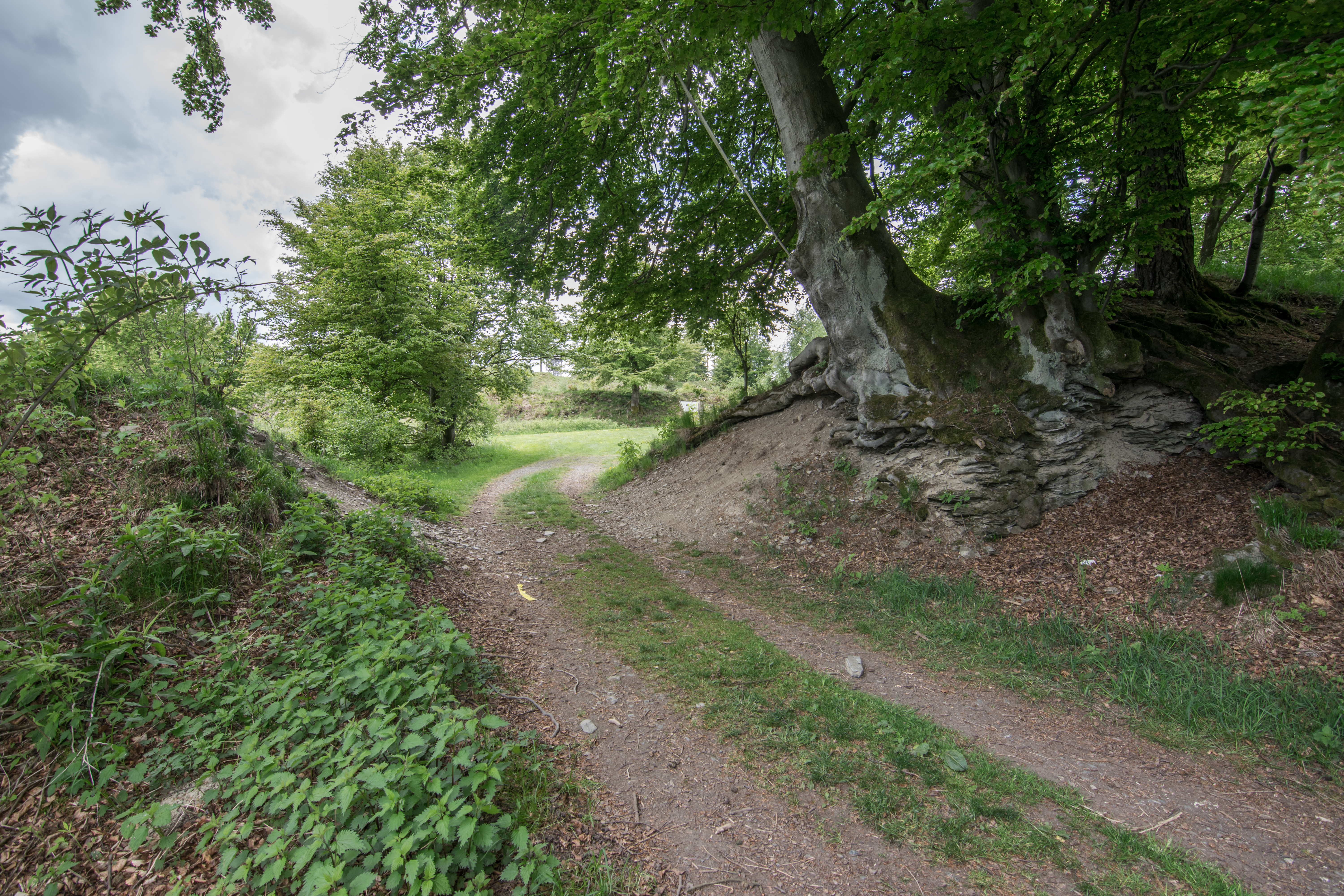
Außenansicht nördliche Durchfahrt des äußeren Walls.jpg
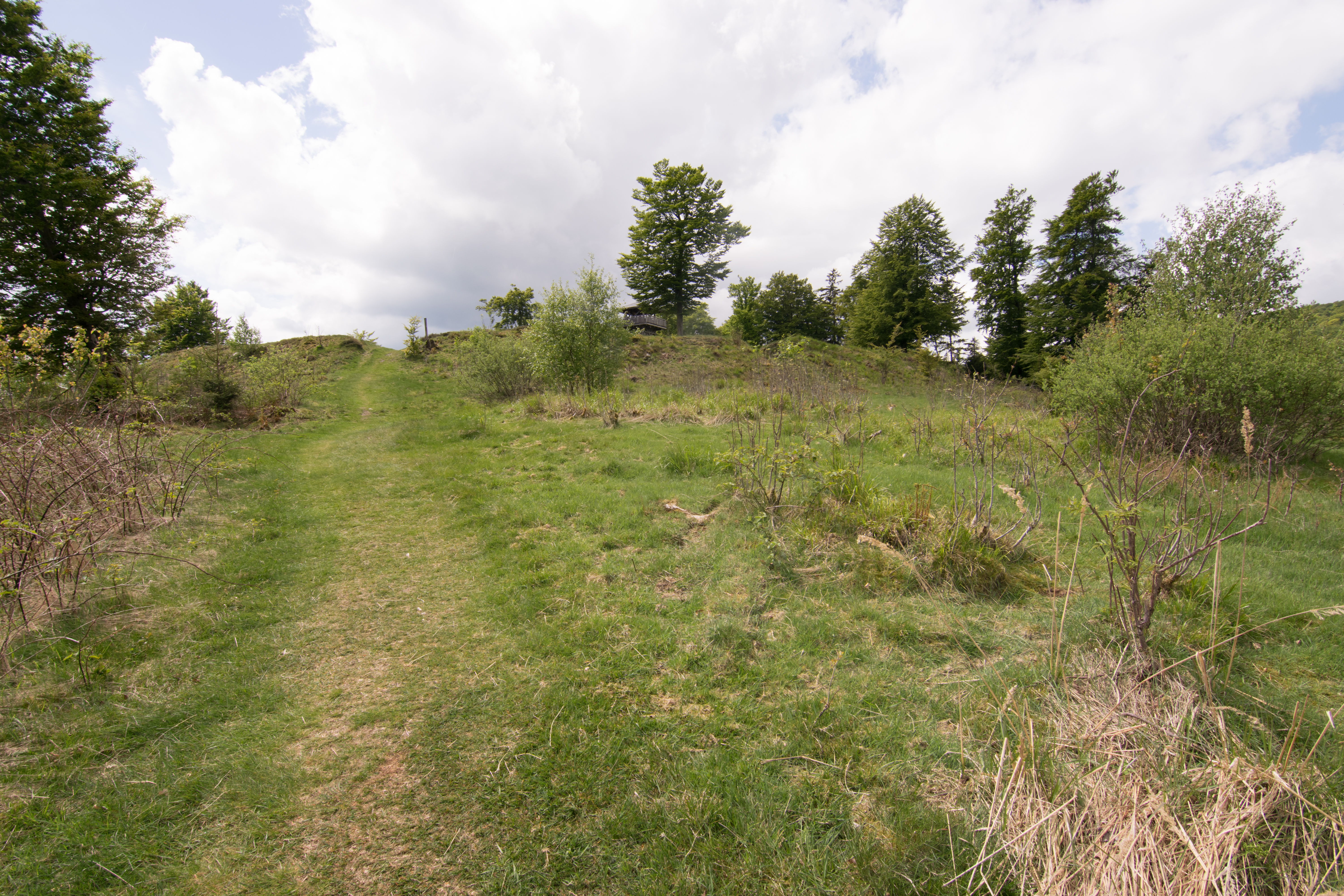
Wallburgreste: Blick von Norden auf den inneren Wall